# Plakina brachylopha
Plakina brachylopha är en svampdjursart som beskrevs av Topsent 1927. Plakina brachylopha ingår i släktet Plakina och familjen Plakinidae. Inga underarter finns listade i Catalogue of Life.